# Всеобщие выборы в Габоне (1973)
Всеобщие выборы в Габоне проходили 25 февраля 1973 года. На них избирались президент и депутаты Национального собрания. К моменту выборов в Габоне была введена однопартийная система. Президент Омар Бонго был единственным кандидатом на президентских выборах, а его Габонская демократическая партия — единственной партией на парламентских выборах. Перед выборами Национальное собрание было расширено до 70 депутатов. Явка составила 97,8%.

## Результаты

### Президентские выборы
| Кандидат                           | Партия                             | Голоса  | %    |
| ---------------------------------- | ---------------------------------- | ------- | ---- |
| Омар Бонго                         | Габонская демократическая партия   | 515 841 | 100  |
| Недействительных/пустых бюллетеней | Недействительных/пустых бюллетеней | 2 091   | –    |
| Всего                              | Всего                              | 517 932 | 100  |
| Проголосовавших избирателей/Явка   | Проголосовавших избирателей/Явка   | 529 828 | 97,8 |
| Источник: Nohlen et al.            |                                    |         |      |

### Парламентские выборы
| Партия                             | Голоса  | %    | Мест | +/– |
| ---------------------------------- | ------- | ---- | ---- | --- |
| Габонская демократическая партия   | 515 841 | 100  | 70   | +21 |
| Недействительных/пустых бюллетеней | 2 091   | –    | –    | –   |
| Всего                              | 517 932 | 100  | 70   | +21 |
| Проголосовавших избирателей/Явка   | 529 828 | 97,8 | –    | –   |
| Источник: Nohlen et al.            |         |      |      |     |